# Sichfrith mac Ímair
Sichfrith mac Ímair (vieux norrois : Sigfrøðr Ívarrsson ; mort en 888) est un roi de Dublin du IXe siècle. Il fut un fils d'Ímar et un membre des Uí Ímair.

## Biographie
Sichfrith succède à son frère Bárid comme roi de Dublin en 881. Bárid meurt à Dublin après un raid sur l'oratoire de Saint-Cianán à Duleek, dans l'actuel Comté de Meath. Il est censé être mort à la suite de l'intervention surnaturelle du saint lui-même.
Pendant le règne de Sichfrith il y eut un conflit chez les Vikings, entre les Finn-gall c'est-à-dire les « Étrangers blancs » alliés aux Uí Néill du sud et les Dubh-gall ou « Étrangers sombres ». Le sens de ces termes est discuté mais il semble que Finn-gall soit utilisé pour désigner la population de Vikings implantée anciennement en Irlande par opposition avec leurs parents récemment arrivés les Dubh-gall. Amlaíb, Auisle, Ímar, Halfdan, et leurs descendants, dont Sichfrith, sont considérés comme les chefs des Dubh-gall. Le chef des Finn-gall devait être cet Óttar, fils de Iarnkné, qui avait épousé Muirgel, une fille de Mael Seachnaill Ier mac Mael Ruanaid, le roi qui avait combattu contre Ímar et son frère Amlaíb. Les Finn-gall ont rencontré quelques succès en tuant un fils anonyme d'Auisle en 883.
Sichfrith est tué par un de ses parents en 888. Il a comme successeur son frère Sitriuc mac Ímair.

## Famille
Sichfrith est un fils d'Ímar il a moins deux frères : Bárid, qui le précède comme roi de Dublin, et Sitriuc mac Ímair, qui lui succède. Ímar est considéré par certains spécialistes comme identique avec Ivar le Désossé, un Viking chef et commandant de la Grande armée viking qui envahit les royaumes anglo-saxons en 865. Selon la légende il est l'un des fils de Ragnar Lodbrok, et il compte parmi ses frères Björn Côtes de Fer, Halfdan Ragnarsson, Sigurd Œil de Serpent et Ubbe. Ímar laisse au moins cinq petits-fils Ragnall, Ímar, Sigtryggr Caoch, Amlaíb, et Gothfrith, mais leurs parents ne sont pas identifiés et il est impossible de dire si quelques-uns d'entre eux sont les fils de Sitriuc.

## Source de la traduction
- (en) Cet article est partiellement ou en totalité issu de l’article de Wikipédia en anglais intitulé « Sichfrith mac Ímair » (voir la liste des auteurs).